# 本間光雄
本間 光雄（ほんま みつお、1951年12月5日 - 2018年12月26日）は、浦和競馬場所属の元騎手、調教師。騎手時代は川崎記念3連覇、浦和記念に5度優勝、NARグランプリ優秀騎手賞を5度受賞するなど浦和競馬を代表する存在であった。
調教師としての初出走は2001年6月11日浦和競馬第10競走雁坂特別（ムサシブライアン、9着）、初勝利は同年9月5日浦和競馬第2競走（エビスタイクン）。
2010年浦和開催リーディング2位。
2018年12月26日8時14分（JST）、死去。67歳没。本間の死去に伴い管理していた在厩馬は岡田一男厩舎へ暫定的に転厩した。

## 主な騎乗馬
- メイクマイウエー（楠賞全日本アラブ優駿、アラブダービー）
- ゴールドスペンサー（川崎記念2回＝連覇、浦和記念、NTV盃、ゴールドカップ）
- ゴールドチエスト（浦和記念2回＝連覇）
- ゴールセイフ（金盃）
- ダーリンググラス（浦和記念）
- コンチネンタルトム（浦和記念）
- スマノランナー（千鳥賞）
- ダイゴクランド（青雲賞）
- イガノラヴィー（船橋記念）
- ダービーナイト（クイーン賞）